# Jindřich Pešek
Jindřich Pešek, SDB (ur. 22 kwietnia 1908 w Kameničkach, zm. 21 listopada 1980 w Poličce) – czeski duchowny rzymskokatolicki, salezjanin, misjonarz, biskup Kościoła podziemnego w Czechosłowacji

## Życiorys
W młodości praktykował krawiectwo i uzyskał odpowiednie kwalifikacje w tym zawodzie. W 1927 roku rozpoczął pracę w domu salezjańskim we Fryštáku. 
Od 1935 roku przebywał na misji w Ekwadorze. W latach 1938–1942 uzupełniał wyższe wykształcenie. 29 czerwca 1942 roku przyjął święcenia kapłańskie. Od 1942 roku przebywał jako nauczyciel w Hiszpanii. W 1944 roku obronił doktorat z teologii w Barcelonie.
Po II wojnie światowej był dyrektorem oratoriów w Ořechovie i Hodoňovicach. W latach 1949–1955 był więziony przez władze komunistyczne Czechosłowacji. Po opuszczeniu więzienia pracował w zawodzie tkacza w Technolenie Hlinsko. W 1968 roku przeszedł na emeryturę.
Był działaczem i kapłanem w Kościele podziemnym w Czechosłowacji. Na emeryturze prowadził działalność duszpasterską i uczył religii w rodzinnych Kameničkách.